# 陳勳 (萬曆進士)
陳勳（1560年—1617年），字元凯，號景雲，福建福州府閩縣人，明朝政治人物。

## 生平
四十一歲中式萬曆二十八年（1600年）庚子科順天府鄉試第二名舉人，二十九年（1601年）會試中式第十一名，成第三甲第二百十五名進士。大理寺觀政，三十一年授南京武學教授，三十四年升國子監助教，本年升南京刑部主事，三十五年管揚州鈔關，三十六年升本部郎中，三十七年管應天等倉，当时士大夫多树党援，陈勋特立孤行，无所依傍。四十二年稱病歸鄉，杜門却扫，以文翰書畫自娛。四十四年起補南戶部主事，升郎中，四十五年升紹興府知府，四十五年卒，得年五十八。陳勳字与画皆精妙。著有《元凯集》四十卷、《坚卧斋杂著》二十卷。 

## 家族
曾祖陳銑，弘治乙丑進士，太仓知州。祖父陳道沂，贈大理寺司務。父陳樂，丁卯舉人，大理寺司務。前母林氏，母张氏。永感下。娶詹氏。子维城、维垣。
曾孫陳翰，康熙癸丑進士。